# Plätzchen

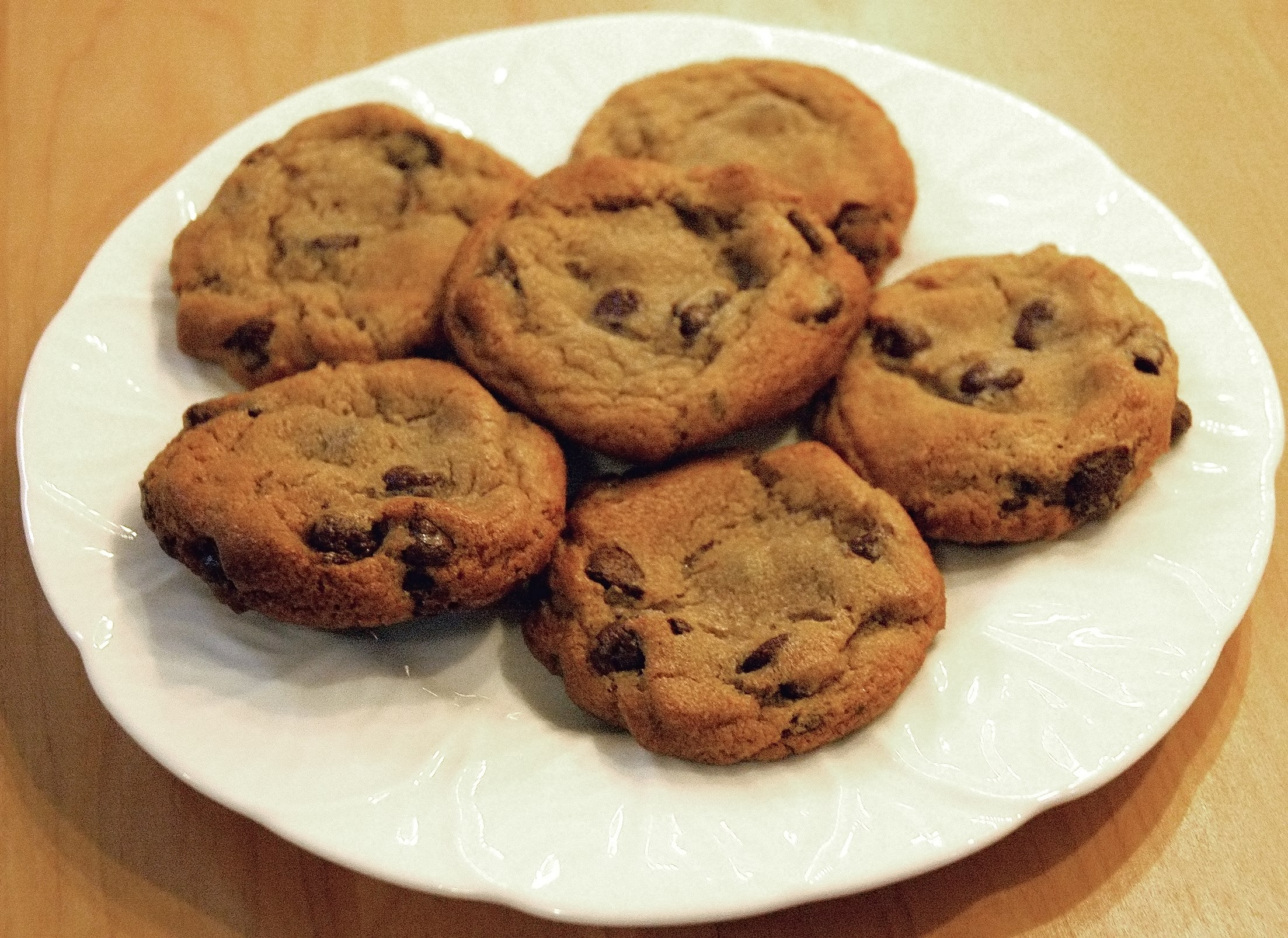
Plätzchen au chocolat

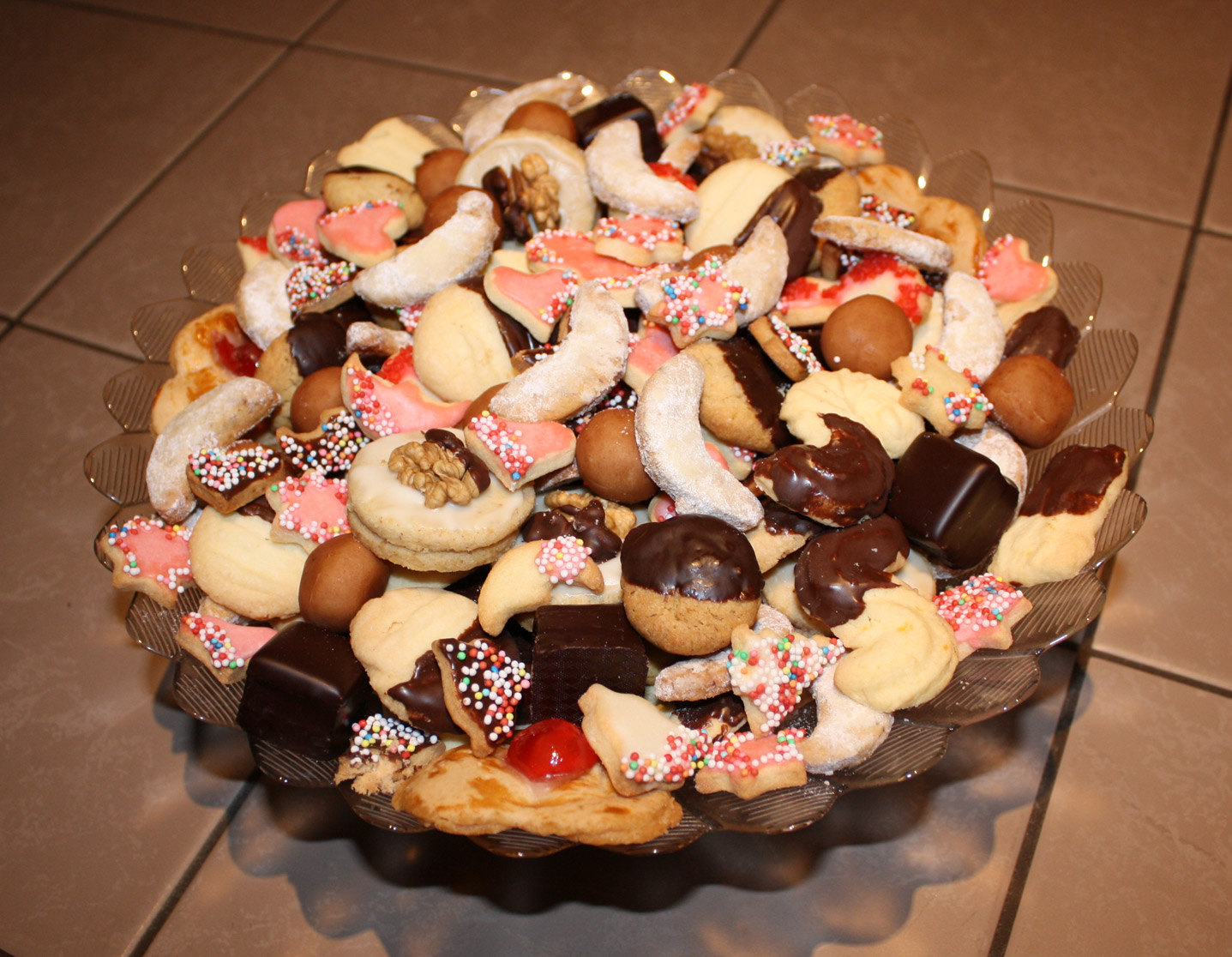
Plätzchen de Noël

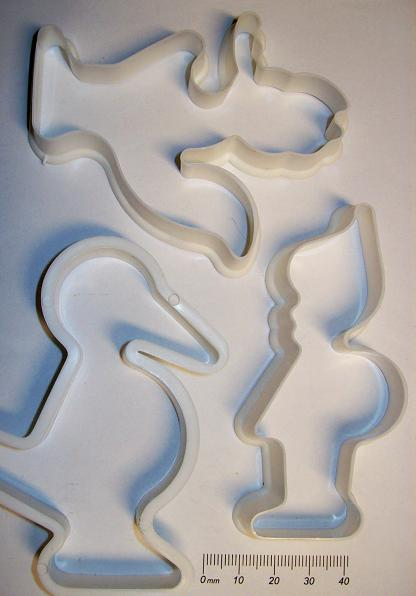
Moules à découper en polypropylène

Le terme Plätzchen (diminutif du dialectal Platz, « gâteau à la surface plate », d’après la forme plate attribuée à la Platz, dérivé du vieux français place) désigne généralement des biscuits sucrés allemands qui appartiennent à la catégorie des pâtisseries, comme les gâteaux secs, confiseries et autres semblables. 
Les Plätzchen sont des pâtisseries de Noël très appréciées en Allemagne.
En Allemagne centrale et en Autriche, les Plätzchen sont appelés Kekse, en Suisse germanophone Biscuits, dans les dialectes suisse allemand Güetzi, Guetzli, Chrömli et autres, et dans le sud de l’Allemagne ils sont également nommés Platzerl, Brötle, Bredla, Loible/Loibla ou Guatl/Gutsle/Guatsle (terme général pour des confiseries).
Aux États-Unis, le terme cookies est le plus courant. En Grande-Bretagne, on les nomme biscuits (un terme emprunté au français), même si dans leur composition ils ne correspondent pas tout à fait au Biskuit allemand.
Les formes courantes de Plätzchen sont les palets ronds, les carrés, les anneaux, les losanges, les macarons, les croissants de lune ou les silhouettes obtenues à l’aide de moules à découper.

## Préparation
En Allemagne, pour Noël, il est coutume de préparer des Plätzchen, en particulier en famille. La confection des différentes sortes de Plätzchen varie selon les ingrédients utilisés, et plus particulièrement lors de la mise en forme :
- Découpage de la pâte sablée avec différents moules à découper ; les formes simples, comme les losanges, peuvent aussi être réalisées avec une molette de coupe ;
- Moulage des Springerle et spéculoos ;
- La forme de certains Plätzchen est obtenue en roulant la pâte à la main : comme pour les Vanillekipferl (croissants à la vanille), les Bethmännchen, et aussi dans un sens plus large les bretzel, les anneaux ou les formes fantaisies.
- Découpage des tranches dans un large rouleau de pâte réfrigéré ;
- Pressage ou extrusion avec une poche à douilles (Spritzgebäck) ;
- Remplir de nougat avec une poche à nougat : Nusserl au nougat

Souvent les Plätzchen sont nommés d’après le principal ingrédient aromatisant : les Plätzchen à l’anis, ou Chräbeli en Suisse germanophone, les étoiles à la cannelle, les macarons à la noix de coco.

## Histoire
La confection des Plätzchen s’est développée parallèlement à la consommation de café, de thé et de cacao, en Allemagne au cours du XVIIIe siècle. Ils étaient surtout appréciés par les Danois de la haute société. Lorsqu’on prenait un café, on offrait également de petites pâtisseries avec. Outre les génoises, les gâteaux moulés (Springerle) étaient aussi très appréciés. Toutes les pâtisseries, dont les Plätzchen, étaient un luxe jusqu’au début du XIXe siècle, car le sucre et d’autres ingrédients, comme les amandes et le cacao, étaient très chers. Cela changea quand on parvint à produire du sucre plus abordable avec les betteraves sucrières locales. Par la suite, les Plätzchen pouvaient aussi être préparés dans les foyers modestes pour des occasions particulières.

## Biscuit /Plätzchen
Alors que les Plätzchen sont conçus comme des desserts et que le plaisir provient en premier lieu de leur goût sucré et de leurs ingrédients complémentaires tels que les noix et les épices, la valeur nutritive des biscuits prime sur le reste, dû à leur fonction originelle d’en-cas.